# Baía de Dublin

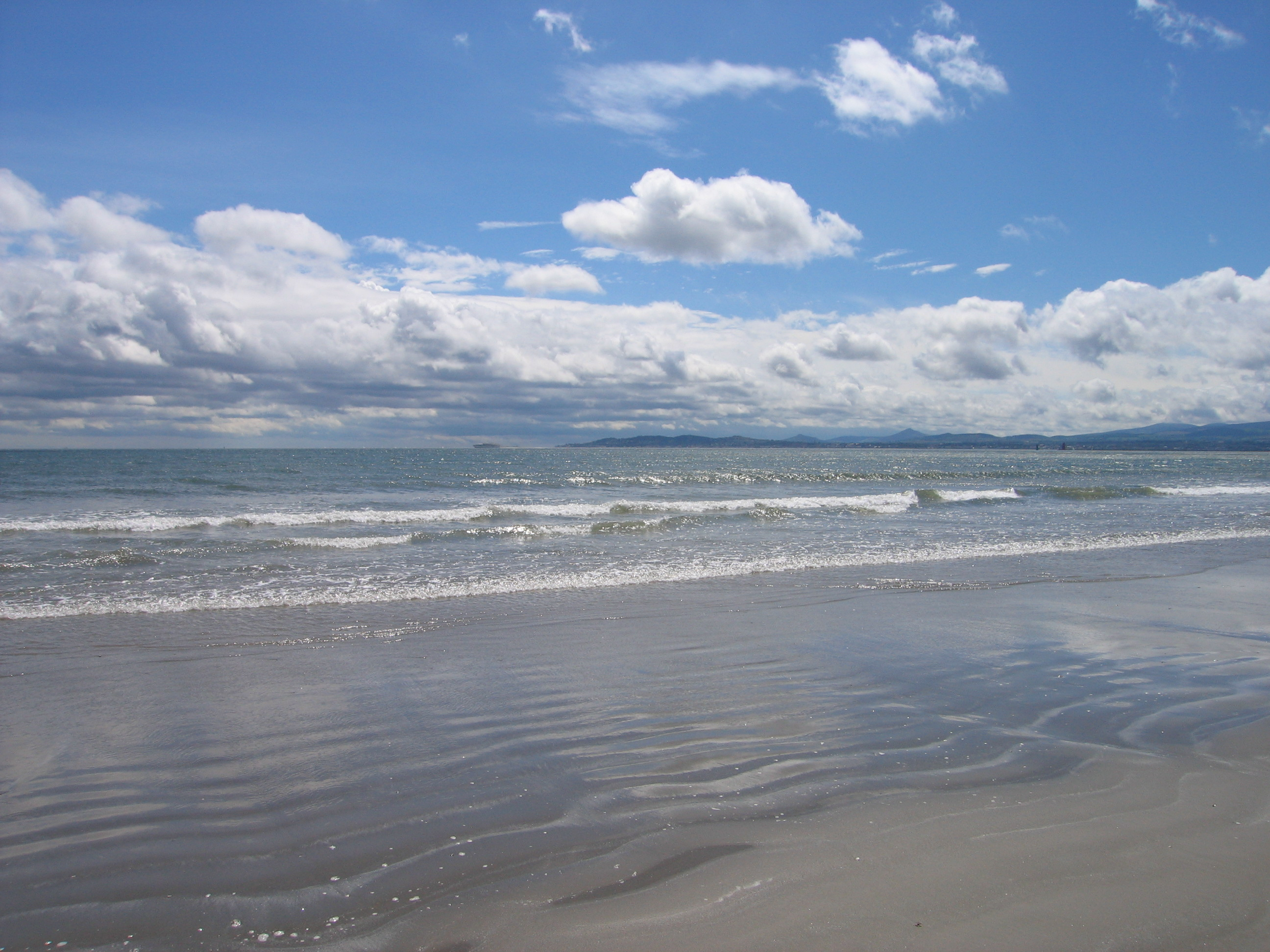
Killiney vista sobre a baía.

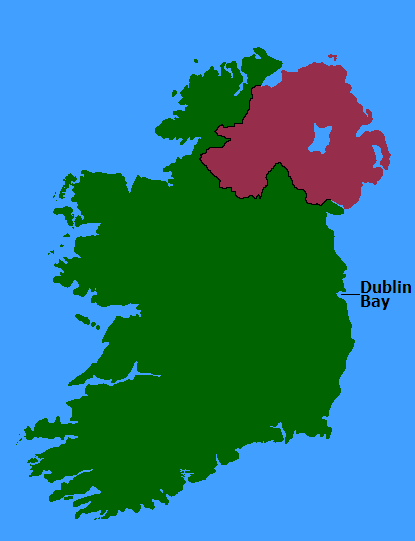
Localização da baía na Irlanda.

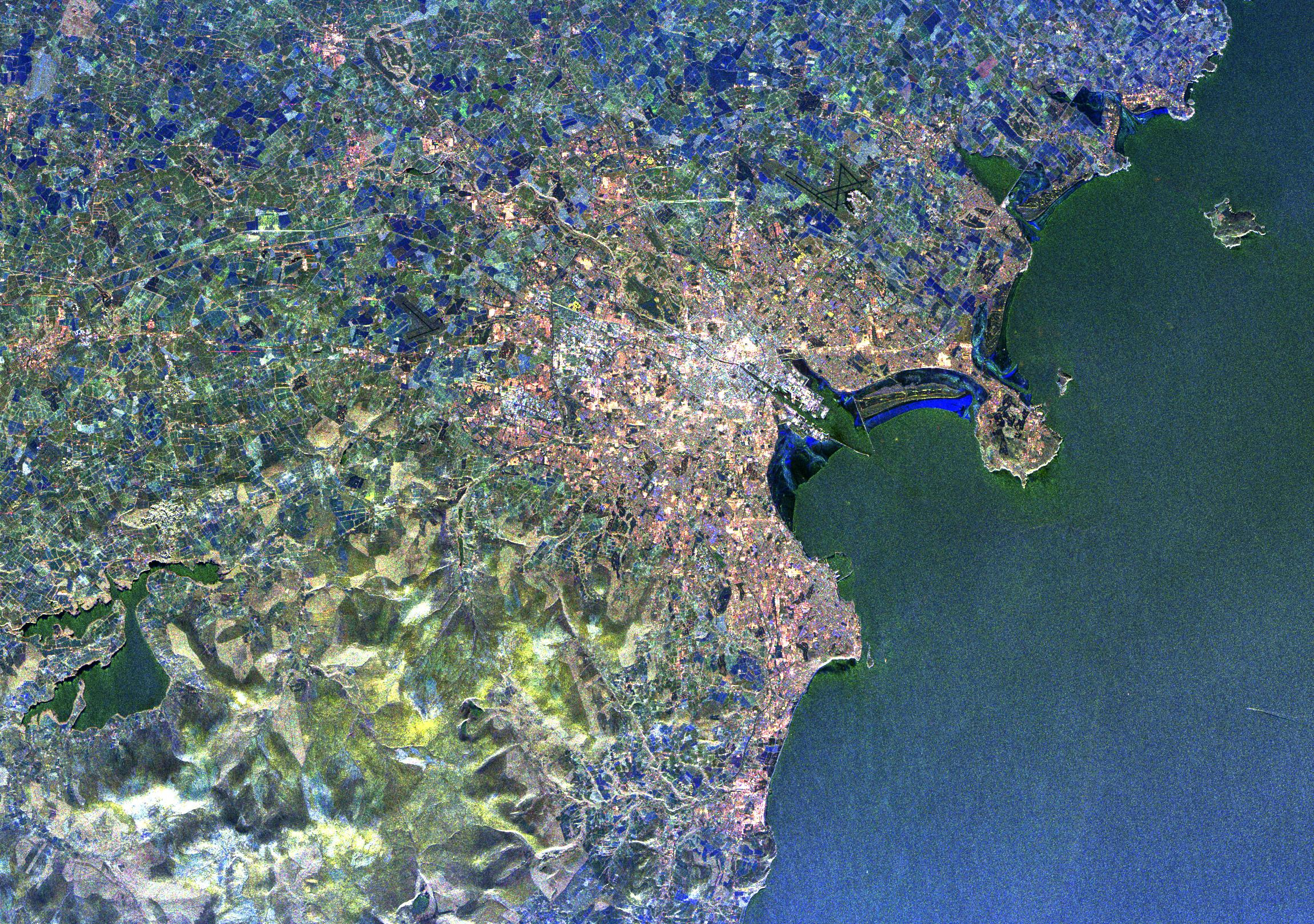
Imagem de satélite do condado de Dublin - cortesia da NASA.

A baía de Dublin ou de Dublim (Cuan Bhaile Átha Cliath, em irlandês) é um delta localizado no mar da Irlanda, na costa leste da Irlanda. A baía tem aproximadamente 10 km em extensão de norte a sul. Dublin, capital da República da Irlanda, é banhada pela baía.